# Једнонуклеотидни полиморфизам
У генетици се под једнонуклеотидним полиморфизмом (енгл. Single-nucleotide polymorphism, SNP) подразумева појава замене места једног нуклеотида са неким другим нуклеотидом. На пример, уколико је посматрана секвенца на некој локацији гена у некој биолошкој врсти састављена од низа нуклеотида AAGCCTA и уколико је дошло до генетске модификације у рецимо AAGCTTA, видимо да се секвенце разликују у јеном нуклеотиду и тада говоримо о појави једнонуклеотидног полиморфизма. Последица тога је да се услед ове мутације јавља различит облик посматраног генома – алел.